# Wola Knyszyńska
Wola Knyszyńska est une localité polonaise de la gmina de Działoszyce, située dans le powiat de Pińczów en voïvodie de Sainte-Croix.